# 4512 Sinuhe
A 4512 Sinuhe (ideiglenes jelöléssel 1939 BM) a Naprendszer kisbolygóövében található aszteroida. Yrjö Väisälä fedezte fel 1939. január 20-án.